# Zanthoxylum grandifolium
Zanthoxylum grandifolium är en vinruteväxtart som beskrevs av Louis René Tulasne. Zanthoxylum grandifolium ingår i släktet Zanthoxylum och familjen vinruteväxter. Inga underarter finns listade i Catalogue of Life.